# Thysanomitrion
Thysanomitrion là một chi rêu trong họ Dicranaceae.